# KROE
| Sigles de 2 caractères   |
| Sigles de 3 caractères   |
| ► Sigles de 4 caractères |
| Sigles de 5 caractères   |
| Sigles de 6 caractères   |
| Sigles de 7 caractères   |
| Sigles de 8 caractères   |

KROE-AM a été créé par Sam Rosenthal le 18 mars 1961. La station opérait dans un mobile home et était appelée "dump road". Elle diffuse des informations et des débats.
Elle émet depuis Sheridan (Wyoming) à une fréquence de 930 kHz - AM et à une puissance de 5000 watts le jour et 120 watts la nuit.